# Omorgus alternans
Omorgus alternans är en skalbaggsart som beskrevs av Macleay 1827. Omorgus alternans ingår i släktet Omorgus och familjen knotbaggar. Inga underarter finns listade i Catalogue of Life.

## Bildgalleri

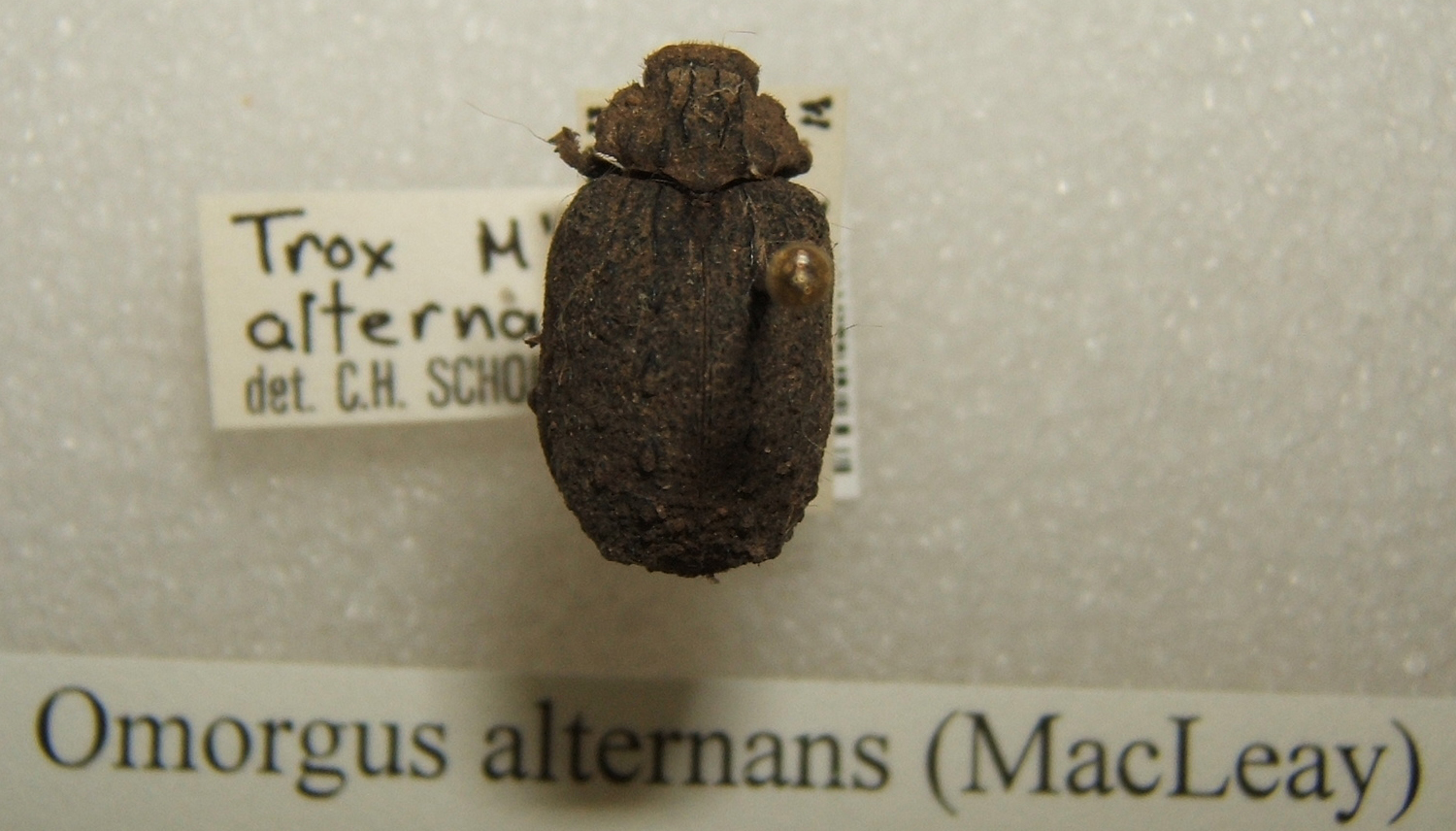